# ヴァンランディ
ヴァンランディ（ヴァランディとも。Vanlandi または Vanlande）は、北欧神話に登場するユングリング家の一員で、ガムラ・ウプサラにいたスウェーデン人の王である。
彼はスヴェイグジルの息子で、父の後を継いで王となった。彼はフィンランド（フィン‐ウゴル語族民族が住む領地）出身の女性と結婚したが、彼女のことを忘れてしまった。 復讐のため、女性はヴァンランディが死に至るまで夢魔に乗られるような手筈を整えた。
彼の後は、その息子ヴィースブルが継いだ。
スノッリ・ストゥルルソンはその著書『ユングリング家のサガ』において、ヴァンランディについて書いている（1225年）。

| Vanlandi hét son Svegðis, er ríki tók eptir hann ok réð fyrir Uppsala auð; hann var hermaðr mikill, ok hann fór víða um lönd. Hann þá vetrvist á Finnlandi með Snjá hinum gamla, ok fékk þar dóttr hans Drífu. En at vári fór hann á brott, en Drífa var eptir, ok hét hann at koma aptr á þriggja vetra fresti; en hann kom eigi á 10 vetrum. Þá sendi Drífa eptir Huld seiðkonu, en sendi Vísbur, son þeirra Vanlanda, til Svíþjóðar. Drífa keypti at Huld seiðkonu, at hon skyldi síða Vanlanda til Finnlands, eða deyða hann at öðrum kosti. En er seiðr var framiðr, þá var Vanlandi at Uppsölum; þá gerði hann fúsan at fara til Finnlands, en vinir hans ok ráðamenn bönnuðu honum, ok sögðu at vera mundi fjölkyngi Finna í farfýsi hans. Þá gerðist honum svefnhöfugt, ok lagðist hann till svefns. En er hann hafði lítt sofnat, kallaði hann ok sagði, at mara trað hann. Menn hans fóru til ok vildu hjálpa honum; en er þeir tóku uppi til höfuðsins, þá trað hon fótleggina, svá at nær brotnuðu; þá tóku þeir til fótanna, þá kafði hon höfuðit, svá at þar dó hann. Svíar tóku lík hans, ok var hann brendr við á þá er Skúta heitir. Þar váru settir bautasteinar hans. |  | スヴェイグジルの息子、ヴァンランディは、父の後を継いでウプサラの領地を支配した。彼は強い戦士であり、周囲の他の領地へ出向いた。一度、彼がフィンランドで老スニャール(en)と共に彼の冬の住居を確保した際、結婚により彼の娘ドリーヴァ(Driva)を得た。しかし春には、ヴァンランディはドリーヴァを残して出発した。彼は3年以内に戻ると約束していたが、10年経っても戻ってこなかった。そのためドリーヴァは、魔女(en)のフルズ(en)に伝言を送った。そしてスウェーデンには、ヴァンランディとの間にできた彼女の息子ヴィースブルを送った。ドリーヴァは魔女のフルズを買収し、フィンランドに戻すべくヴァンランディに魔法をかけるか、彼を殺すかのどちらかを彼女がしなければならないとした。この魔女の魔法がヴァンランディに対して行われたとき、彼はガムラ・ウプサラ(Upsal)にいた。フィンランドに行きたいという欲望が彼を襲った。しかし、彼の友人と相談役は、そのことについて彼に忠告し、フィンランド人の魔法がそこに行こうという彼の欲望として表れたのだと言った。彼は突然、非常に眠たくなり、眠るために横になった。しかし彼はわずかな間眠った後に叫んだ。そして、夢魔が自分を踏んでいたと言った。彼のしもべ達は彼を助けるために駆けつけた。しかししもべ達が彼の頭をつかんだとき、夢魔が彼の脚を踏んだ。そして僕達が彼の脚を横たえたとき夢魔は彼の頭を圧迫した。それが彼の死となった。スウェーデン人は彼の遺体を運んで、スクータ(Skytaa)と呼ばれる川で焼いた。その、彼の遺体の上には石碑(en)が建てられた。 |  |

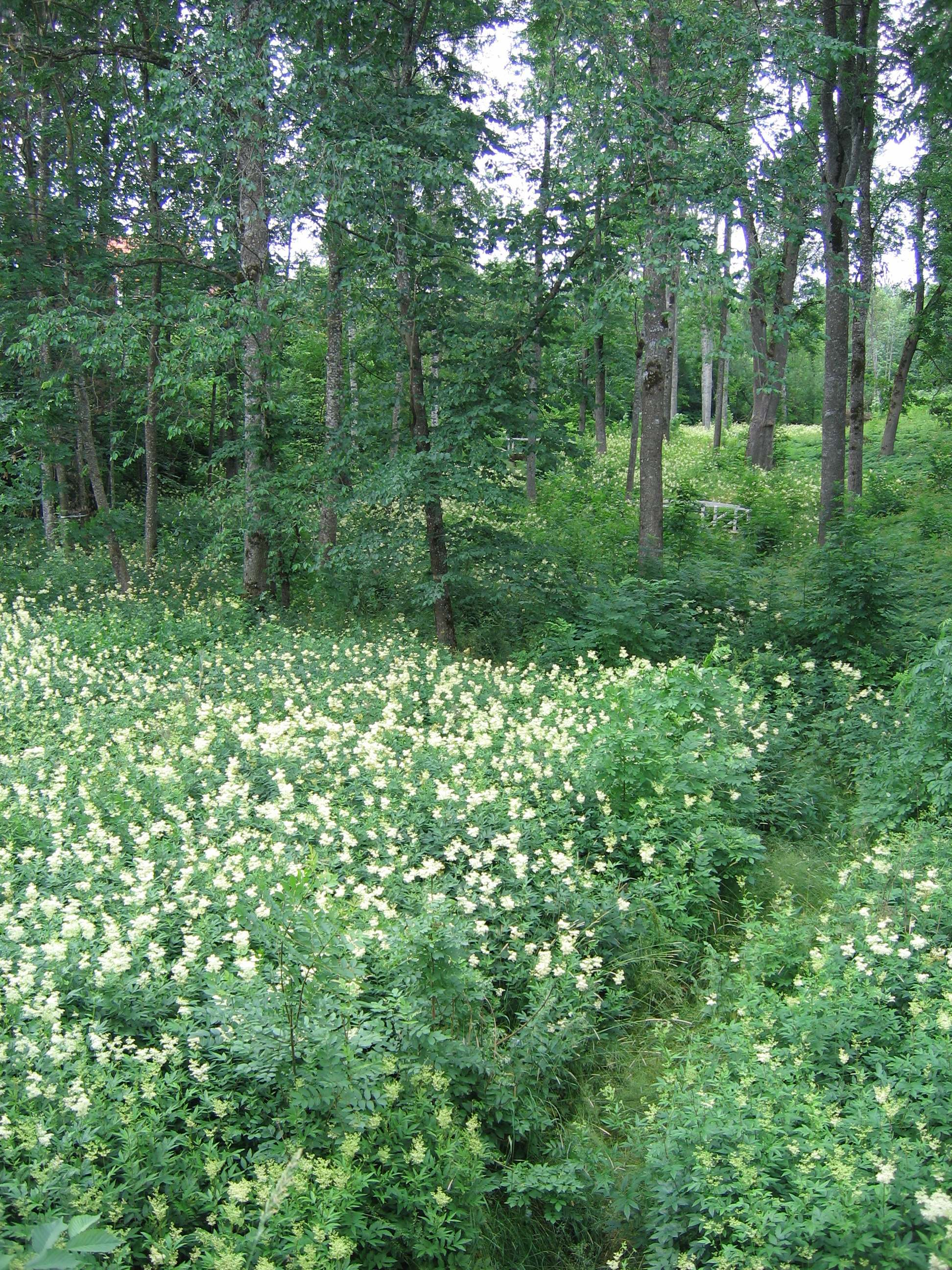
ヴァンランディはスクータ(Skuta/Skytaa/Skutån)川において燃やされた。夏、小川はその名前にほとんど値しない。そして今日、そこはSkuttungeånと呼ばれている。

スノッリはまた、参考文献とした『ユングリンガ・タル』（en。9世紀に成立）の一部を書き入れている。
| En á vit Vilja bróður vitta véttr Vanlanda kom, þá er trollkund of troða skyldi liðs grímhildr ljóna bága; ok sá brann á beði Skútu menglötuðr, er mara kvalði. | （大意） ヴァンランディは夢魔に苦しめられ、スクータの岸辺で焼かれた |  |

『ノルウェー史』は、『ユングリンガ・タル』の、スノッリが引用したものより古い、ラテン語による概要を示している。
| Iste [Swegthir] genuit Wanlanda, qui in somno a dæmone suffocatus interiit, quod genus dæmoniorum norwegico sermone mara vocatur. Hic genuit Wisbur [...] | 彼 [スヴェイグジル] はヴァンランディの父となった。ヴァンランディはゴブリンによって息苦しくなり、眠りのうちに死んだ。この悪魔的な種類の1つはノルウェー人の間で「mare（夢魔）」として知られている。ヴァンランディはヴィースブルの父であった、 [...] |  |

さらにより昔の情報源である『アイスランド人の書』は、『ユングリンガ・タル』での家系の系統を列挙し、そこでまたスヴェイグジルの後継者とヴィースブルの先祖をヴァンランディだとしている。
v Svegðir. vi Vanlandi. vii Visburr. viii Dómaldr.

## 引用元
- ユングリング家のサガ（ヘイムスクリングラ）
- ユングリンガ・タル（英語版ウィキペディア）
- Historia Norwegiæ（英語版ウィキペディア）